# Dobří(š) v poznání
Dobří(š) v poznání je název trojice naučných stezek v Dobříši.
Projekt byl realizován od září 2012 do října 2013. Součástí projektu byla i revitalizace jedné zelené plochy, kde kdysi bývalo zahradnictví, na naučnou zahradu.

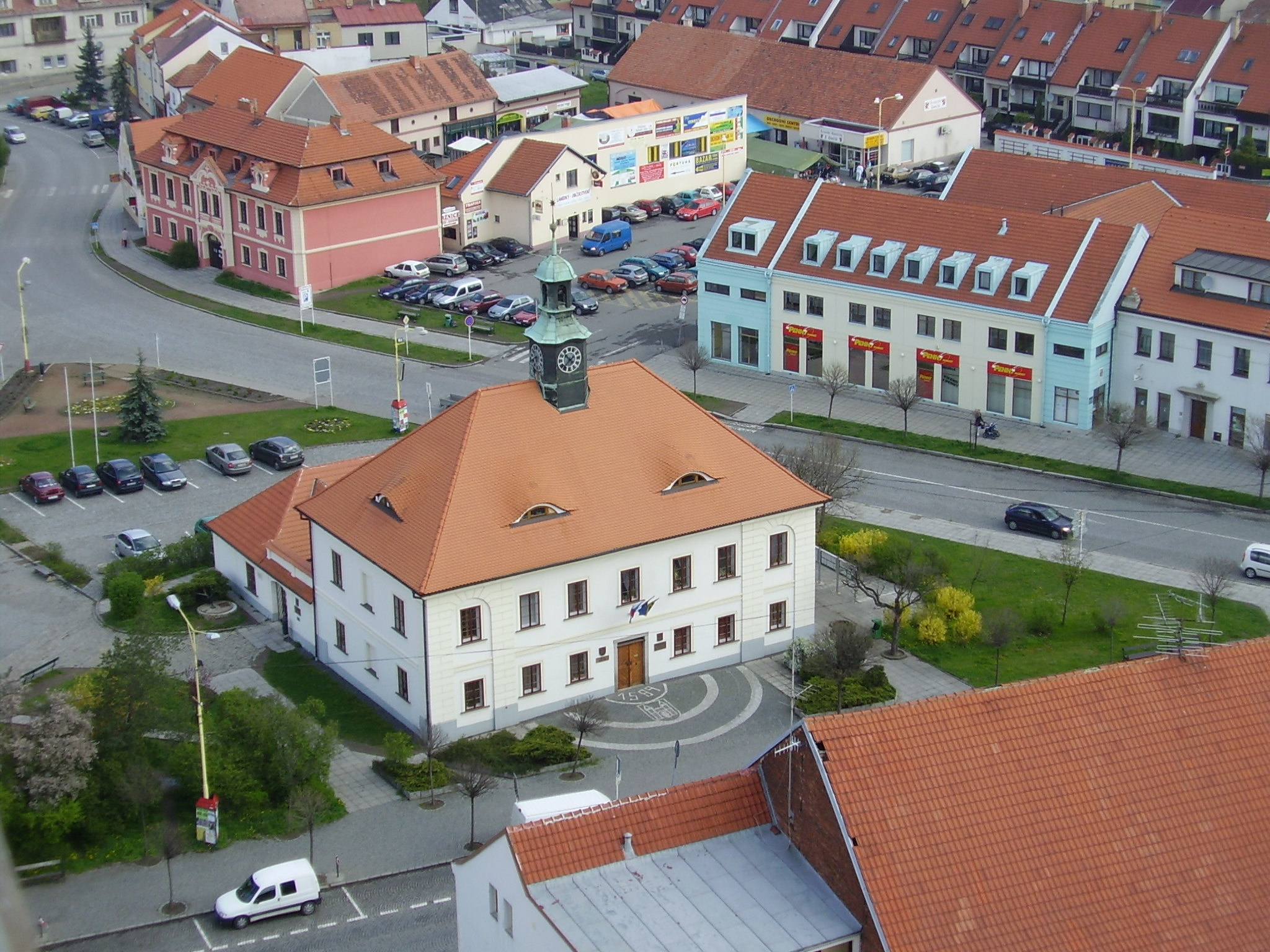
Dobříš

## Součásti

### Malý městský okruh

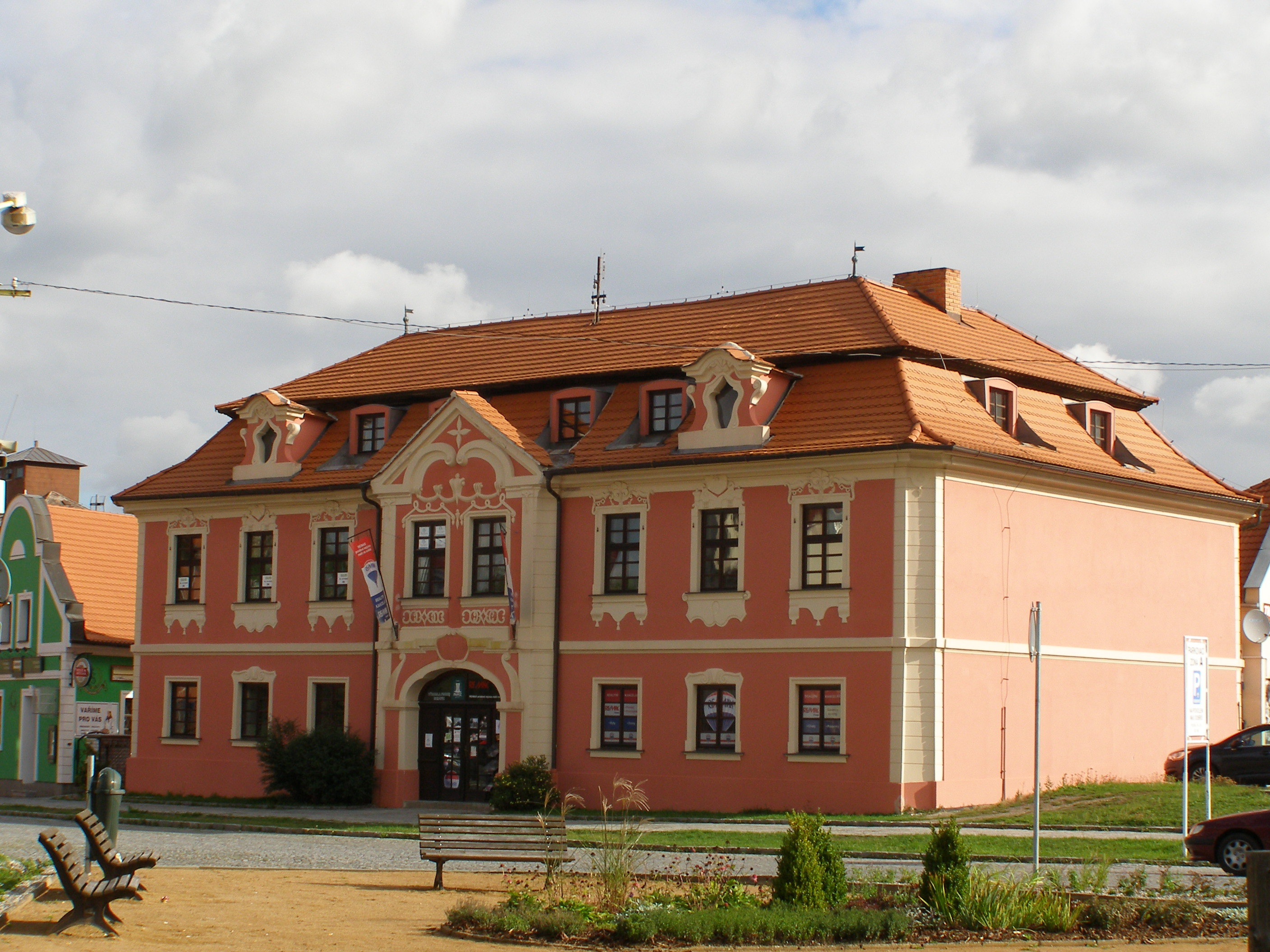
Kopáčkův dům

Okruh s 21 zastaveními. Zahrnuje mj. Mírové náměstí, evangelický kostel, bývalou synagogu, Neumannův statek, Kopáčkův dům, Prokopovu zahradu, Kostel Nejsvětější Trojice a zámek. Připomíná též dobříšského rodáka Ondřeje Kadlece.

### Velký městský okruh

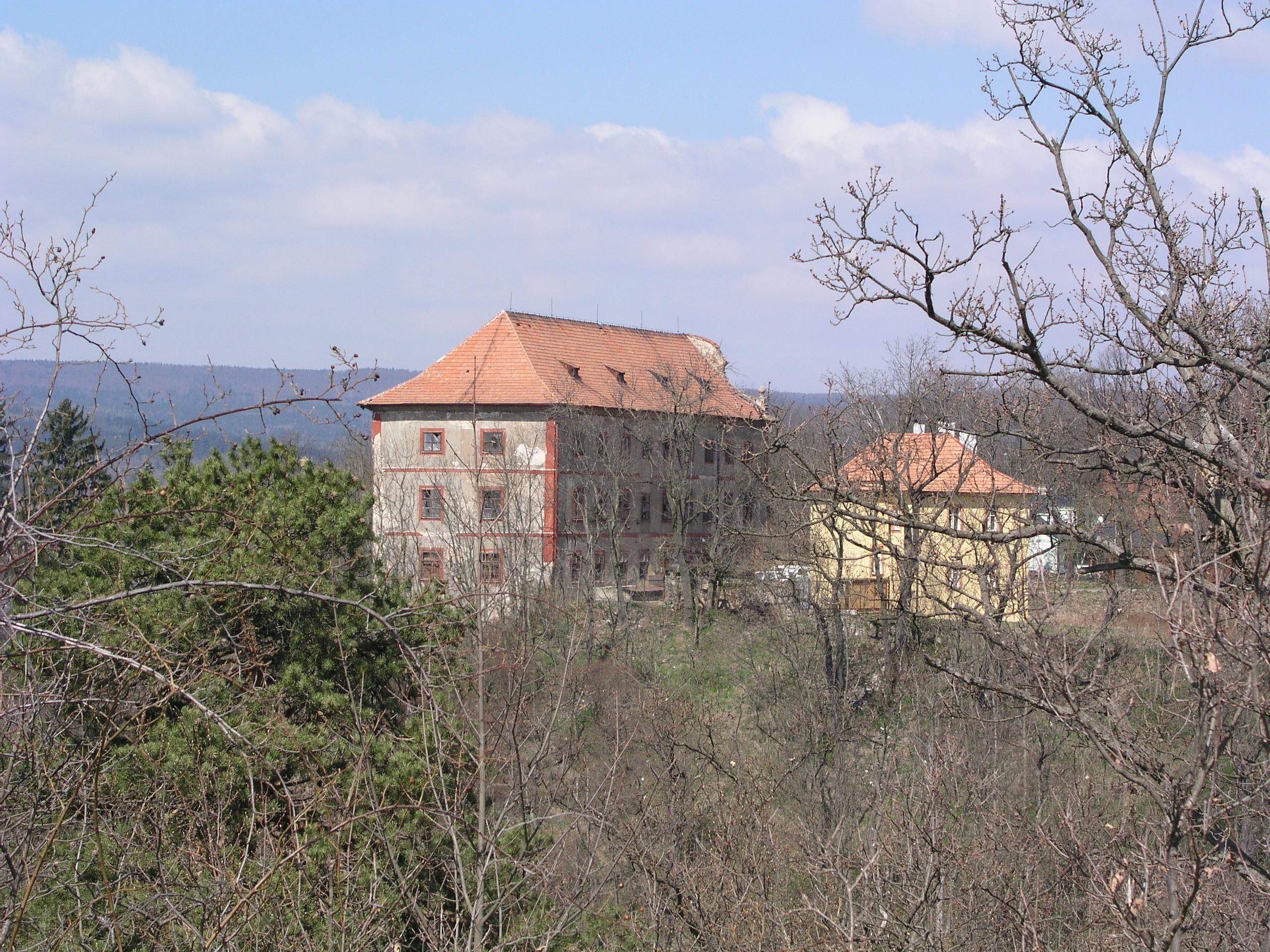
Vargač

Kromě Prokopovy zahrady zahrnuje méně známá místa v širším centru, připomíná dobříšské rybníky, tradici rukavičkářské výroby, dále zavede návštěvníky ke kostelu sv. Kříže, připomene osobnost Jana Drdy, a končí u bývalého loveckého hrádku Vargač.

### Lesní stezka

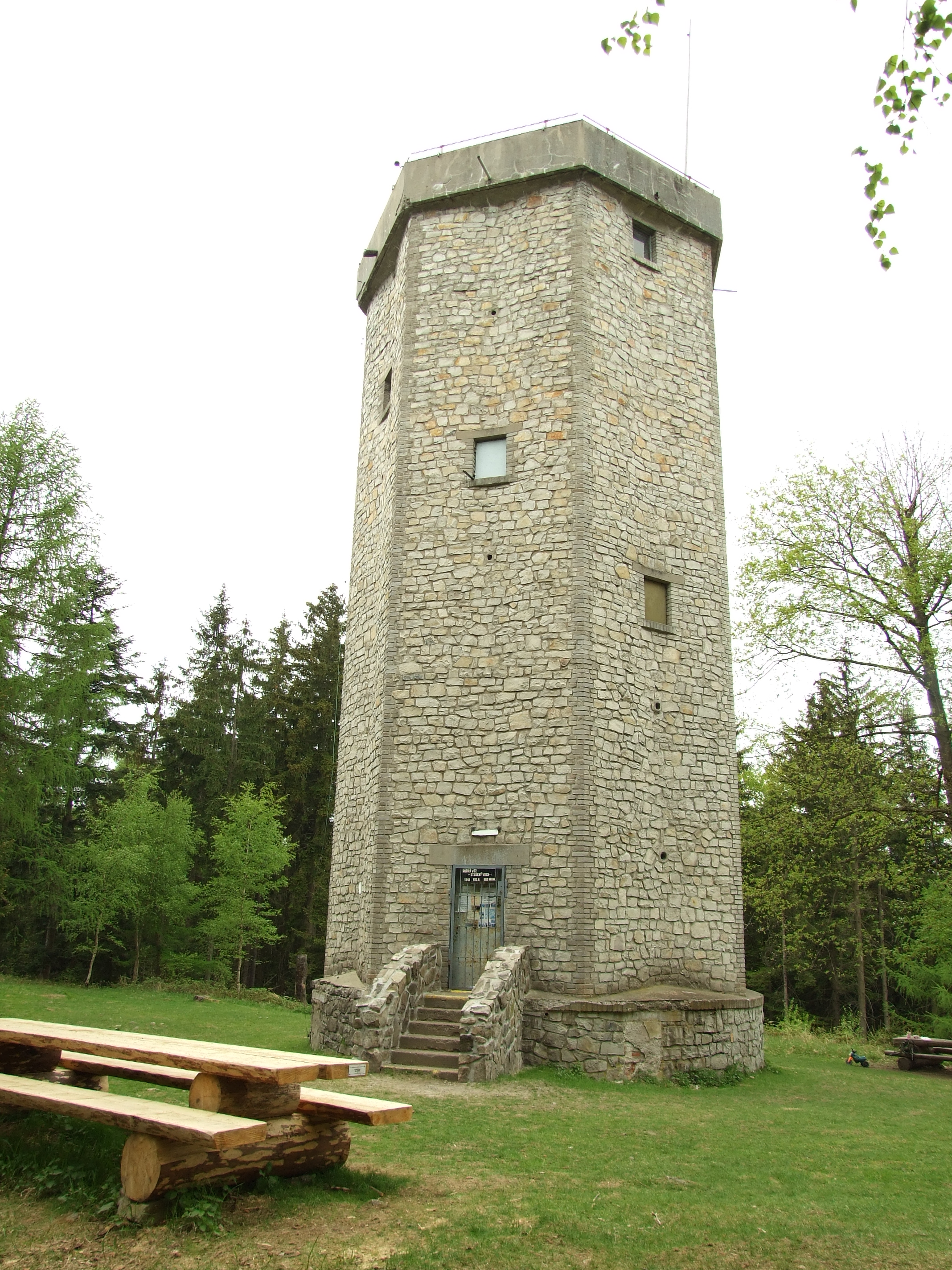
Studený vrch

Okruh po širším okolí města připomíná mimo jiné partyzánský odboj v Brdech, zavede návštěvníky na vrcholy Studený a Hradec, připomene raketovou základnu, tramping, prochází přes Knížecí Studánky, a k závěru ukáže i židovský hřbitov.

### Prokopova zahrada
Na místě, kde kdysi bývalo zahradnictví a později hřiště, vznikl parčík s různými exotickými dřevinami, záhony s bylinkami a jsou zde i keře a pro hnízdění ptactva a prvky, které slouží jako domov pro hmyz. Vše je doplněno naučnými tabulemi.